# Municipio de Colony (condado de Adams)
El municipio de Colony (en inglés: Colony Township) es uno de los doce municipios ubicados en el condado de Adams en el estado estadounidense de Iowa. En el año 2000 el municipio tenía una población de 222 habitantes y una densidad poblacional de 2,4 personas por km².

## Geografía
El municipio de Colony se encuentra ubicado en las coordenadas 41°06′53″N 94°31′21″O / 41.11472, -94.52250..